# デポルティーボ・ファブリル
デポルティーボ・ファブリル（スペイン語: Real Club Deportivo de La Coruña Fabril）は、スペイン・ガリシア州ア・コルーニャを本拠地とするデポルティーボ・ラ・コルーニャのリザーブチーム。2023-24シーズンはセグンダ・フェデラシオンに所属している。

## 概要
1914年にファブリルFC（Fabril FC）というクラブ名の下独立したクラブとして設立された。デポルティーボ・ラ・コルーニャと初めて関係を持ったのは1948年からであり、1963年からデポルティーボのリザーブチームとして活動し始めた。
2017-18シーズン、国内のリザーブチームでは最高成績となるセグンダB準優勝という成績を収めた。

### クラブ名の変遷
- 1914-1941 : ファブリルFC（Fabril Foot-ball Club）
- 1941-1963 : ファブリルSD（Fabril Sociedad Deportiva）
- 1963-1992 : ファブリル・デポルティーボ（Fabril Deportivo）
- 1992-2017 : デポルティーボ・ラ・コルーニャB（Real Club Deportivo de La Coruña B）
- 2017- : デポルティーボ・ファブリル（Real Club Deportivo Fabril）

## タイトル

### 国内タイトル
- テルセーラ・ディビシオン : 4回
  - 2005-06, 2006-07, 2009-10, 2016-17

- テルセーラ・フェデラシオン : 1回
  - 2022-23

### 国際タイトル
- なし

## 過去の成績
| シーズン | 部 | ディビジョン | 順位 |
| -------- | -- | ------------ | ---- |
| 2000-01  | 3  | セグンダB    | 20位 |
| 2001-02  | 4  | テルセーラ   | 9位  |
| 2002-03  | 4  | テルセーラ   | 2位  |
| 2003-04  | 4  | テルセーラ   | 3位  |
| 2004-05  | 4  | テルセーラ   | 8位  |
| 2005-06  | 4  | テルセーラ   | 1位  |
| 2006-07  | 4  | テルセーラ   | 1位  |
| 2007-08  | 3  | セグンダB    | 4位  |
| 2008-09  | 3  | セグンダB    | 17位 |
| 2009-10  | 4  | テルセーラ   | 1位  |
| 2010-11  | 3  | セグンダB    | 17位 |
| 2011-12  | 4  | テルセーラ   | 6位  |
| 2012-13  | 4  | テルセーラ   | 4位  |
| 2013-14  | 4  | テルセーラ   | 9位  |
| 2014-15  | 4  | テルセーラ   | 2位  |
| 2015-16  | 4  | テルセーラ   | 3位  |
| 2016-17  | 4  | テルセーラ   | 1位  |
| 2017-18  | 3  | セグンダB    | 2位  |
| 2018-19  | 3  | セグンダB    | 20位 |
| 2019-20  | 4  | テルセーラ   | 7位  |

| シーズン | 部 | ディビジョン | 順位    |
| -------- | -- | ------------ | ------- |
| 2020-21  | 4  | テルセーラ   | 5位/5位 |
| 2021-22  | 5  | 連盟3部      | 5位     |
| 2022-23  | 5  | 連盟3部      | 1位     |
| 2023-24  | 4  | 連盟2部      |         |

- 11シーズン - セグンダ・ディビシオンB
- 1シーズン - セグンダ・フェデラシオン
- 50シーズン - テルセーラ・ディビシオン
- 2シーズン - テルセーラ・フェデラシオン

## 歴代監督
- アルセニオ・イグレシアス 1967-1971
- クリストバル・パラーロ 2016-2017
- グスタボ・ムヌア 2017-2018
- フアン・カルロス・バレロン 2020-2021

## 歴代所属選手
- ルイス・スアレス 1949-1953
- フラン 1987-1988
- ジェラルド・セオアネ 1998-2002
- アンドレ・アンドレ 2010-2011